# 광염 소나타 (영화)
《광염 소나타》는 1979년에 개봉한 대한민국의 영화이다.

## 캐스팅
- 한진희
- 손정은
- 윤일봉
- 이순재
- 조재성
- 김민규
- 전숙
- 오영갑
- 이예성
- 문미봉
- 유명순
- 국정숙
- 최석